# Цефалокариды
Цефалокари́ды (лат. Cephalocarida) — класс ракообразных (Crustacea), включающий только 12 видов мелких бентосных организмов. Были впервые обнаружены в 1955 году.

## Строение
Очень мелкие (от 2 до 3 мм в длину) ракообразные с удлинённым телом. Голова большая, не слита с грудными сегментами, задний край нависает над первым грудным сегментом. По строению головы они занимают промежуточное положение между жаброногами, у которых голова неслитная, и другими ракообразными (например, веслоногими), у которых голова сливается с первым грудным сегментом. На голове находятся две пары антенн, жвалы и две пары ножек, сходных с грудными. Глаза отсутствуют. Грудной отдел с гомономной сегментацией и однотипными многофункциональными конечностями. Этот признак сближает цефалокарид с жаброногими. Однако конечности цефалокарид, по-видимому, близки к исходному типу конечностей ракообразных: у них хорошо выражены членистые экзоподит и эндоподит, а жаберный придаток небольшой. Только на двух последних половых сегментах груди ножки редуцированы. Примитивной особенностью цефалокарид следует считать примитивное положение антенн (задние антенны находятся позади рта) и сходство в строении челюстей с грудными ножками. У всех остальных раков последние две пары головных конечностей обычно видоизменены в нижние челюсти — максиллы. Передние грудные ноги еще не обособлены в ногочелюсти. Пропорционально развиты грудь (10 сегментов) и брюшко (девять сегментов и тельсон с длинными фуркальными ветвями). Таким образом, цефалокариды сохранили многие признаки, присущие общим предкам всех ракообразных.

## Экология
Цефалокариды найдены на разных глубинах — от литорали до 1500 метров, в различных типах донных осадков. Питаются детритом.

## Классификация
Несмотря на выделяемое иногда второе семейство Lightiellidae Jones, 1961, всех цефалокарид (около 10 видов) обычно относят только к одному семейству — Hutchinsoniellidae, одному отряду Brachypoda Birshteyn, 1960 и 5 родам.
- Hutchinsoniellidae Sanders, 1955
  - Род Chiltonella Knox & Fenwick, 1977
    - Chiltoniella elongata Knox & Fenwick, 1977 — Новая Зеландия

  - Род Hampsonellus Hessler & Wakabara, 2000
    - Hampsonellus brasiliensis Hessler & Wakabara, 2000 — Бразилия

  - Род Hutchinsoniella Sanders, 1955
    - Hutchinsoniella macracantha Sanders, 1955 — Бразилия

  - Род Lightiella Jones, 1961
    - Lightiella floridana McLaughlin, 1976 — Мексика, Флорида
    - Lightiella incisa Gooding, 1963 — Карибский бассейн
    - Lightiella magdalenina Carcupino, Floris, Addis, Castelli & Curini-Galletti, 2006 — Европа
    - Lightiella monniotae Cals & Delamare Deboutteville, 1970
    - Lightiella serendipita Jones, 1961 — залив около штата Калифорния (США)

  - Род Sandersiella Shiino, 1965
    - Sandersiella acuminata Shiino, 1965 — Япония
    - Sandersiella bathyalis Hessler & Sanders, 1973 — Бразилия
    - Sandersiella calmani Hessler & Sanders, 1973
    - Sandersiella kikuchii Shimomura & Akiyama, 2008